# Nicolás Mariner
Nicolás Mariner (Teruel, siglo XVI - Valencia, 1636) fue un compositor y maestro de capilla español.

## Vida
Se desconocen datos sobre el origen de Mariner a excepción de su origen turolense. Las primeras noticias que se tienen son del 15 de julio de 1597 con su llegada a la Catedral de Valencia como cantor. Un año después, en diciembre de 1598, fue expulsado de la capilla de música por haberse ausentado sin justificación, «nulla petita licencia». Posiblemente la ausencia estuviese relacionada con su presencia en las oposiciones en Segorbe.
En 1598 se presentó a las oposiciones para el magisterio de la Catedral de Segorbe, que ganó, siendo nombrado maestro de capilla en diciembre de 1598.

Se determinó pagase a la Fábrica Mosén Mariner a una parte 2 libras un real castellano más por la admisión a las distribuciones y a la de capas 8 libras, 17 sueldos y 6 dineros; al convocador 80 sueldos y al Notario una libra. Total, 12 libras, 4 sueldos y 6 dineros.
Actas capitulares de la Catedral de Segorbe, 7 de diciembre de 1598

Permaneció en Segorbe hasta 1600, cuando fue readmitido como tenor en la Catedral de Valencia. Un año más tarde fue nombrado organista, en sustitución de José Isasi. Continuó en el cargo hasta 1621, cuando sustituyó al maestro de capilla Vicente García. Debió permanecer en el cargo hasta 1632, fecha en la que fue nombrado maestro de capilla de la Catedral de Valencia el maestro Juan Bautista Comes.
Climent afirma que debió fallecer en 1636, ya que en abril el Cabildo emite edictos «por muerte de Nicolás Mariner».

## Obra
Se conservaban algunas composiciones de Mariner en el archivo de la Catedral de Segorbe. Entre ellas hay motetes y villancicos; así como dos pasiones, In domine Palmarum y In dominica Veneris, que contienen todo el texto evangélico de las pasiones según San Mateo y San Juan respectivamente, ambos a cuatro voces. También compuso Turba in dominica palmarum, a cuatro voces; In Die veneris; Passio, a cuatro voces; Turbe ferie sexta, a cinco voces; responsos Domine quando veneris, Ne recorderis y Libera me de viis inferni, a cuatro voces; y un villancico a la Virgen, Hermosísima doncella, a cinco voces. En la actualidad solo se conserva en el libro de atril el Jesum Nazarenum «Turba Feriae Sextae».